# مورگان اورتگس
مورگان اورتَگِس (انگلیسی: Morgan Ortagus؛ زادهٔ ۱۰ ژوئیهٔ ۱۹۸۲) دیپلمات آمریکایی، تحلیلگر اطلاعاتی، مشاور سیاسی، مفسر سابق تلویزیونی و افسر نیروی دریایی است که از ۲۰۲۵ به عنوان معاون فرستاده ویژه آمریکا در خاورمیانه فعالیت می‌کند. وی از ۲۰۱۹ تا ۲۰۲۱ سخنگوی وزارت امور خارجه ایالات متحده بود. اورتگس، پیش از پیوستن به وزارت امور خارجه، عهده‌دار چندین مقام دولتی، از جمله معاون وزارت خزانه‌داری آمریکا، تحلیلگر اطلاعات در وزارت امور خارجه، در وزارت خزانه‌داری آمریکا و امور عمومی ایالات متحده در یواس اید بوده است. اورتگس همچنین در فاکس نیوز به عنوان کارشناس امنیت ملی کار کرد و قبل از انتصاب وی به عنوان سخنگوی وزارت امور خارجه، یک پشتیبان فعال نیروی دریایی ایالات متحده بوده است.

## زندگی
مورگان در اوبورن‌دیل، فلوریدا متولد شد. پدرش رونالد ای. اورتگس در یک شرکت بهداشتی و ترمیم کار می‌کرد و مادرش دنیس اورتگس مدیر دفتر بود. مورگان در فلوریدا رشد کرد و در سال ۲۰۰۲ برندهٔ دختر شایستهٔ فلوریدا شد.

## حرفه

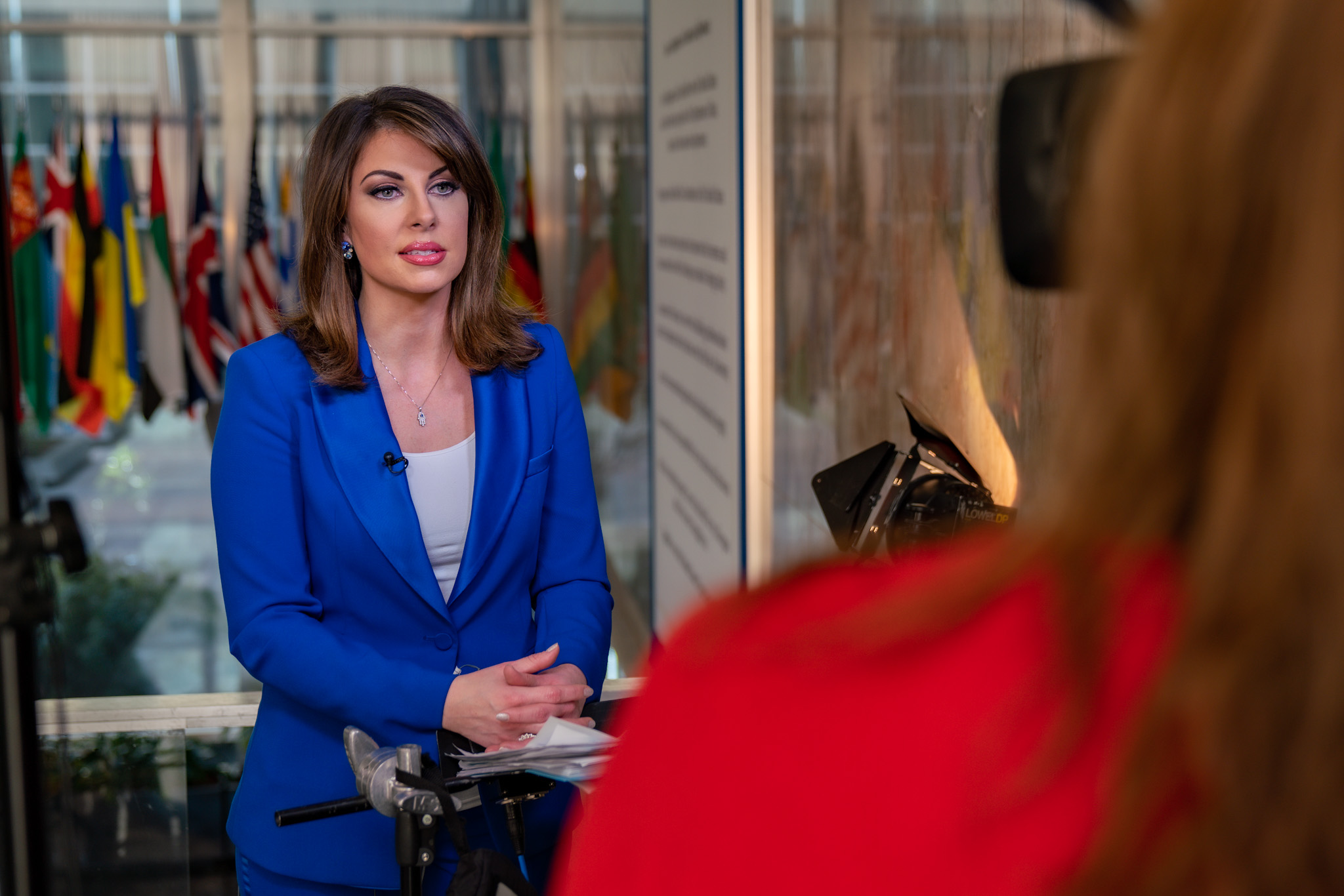
در حال انجام مصاحبه‌ای در ژانویه ۲۰۲۰

مورگان اورتگس در سال ۲۰۰۷ وارد خدمات دولتی شد. مورگان اورتگس یک افسر ذخیرهٔ نیروی دریایی فعال آمریکا است. وی در سال ۲۰۰۸ تحلیلگر اطلاعاتی در وزارت خزانه‌داری ایالات متحده آمریکا بود و خدمات خود در دولت را در آژانس توسعهٔ بین‌المللی آمریکا آغاز کرد، جایی که وی در سال ۲۰۰۷ چند ماه در بغداد، عراق، گذراند. بعد از خدمت در عراق، وی در سال ۲۰۱۰ به‌عنوان معاون وابسته وزارت خزانه‌داری در عربستان سعودی منصوب شد. او مؤسس مشترک و مدیر شرکت مشاور «گو» «GO Advisors» و یک تحلیلگر امنیت ملی در شبکهٔ تلویزیونی فاکس نیوز بوده است. مورگان همچنین به تأسیس شرکت «EY’s Geostrategic Business Group» کمک کرده و مدیر روابط جهانی در بانک استاندارد چارترد بود که در گروه بخش عمومی به مشتریان در آفریقا، آسیا و خاورمیانه پوشش می‌داد.

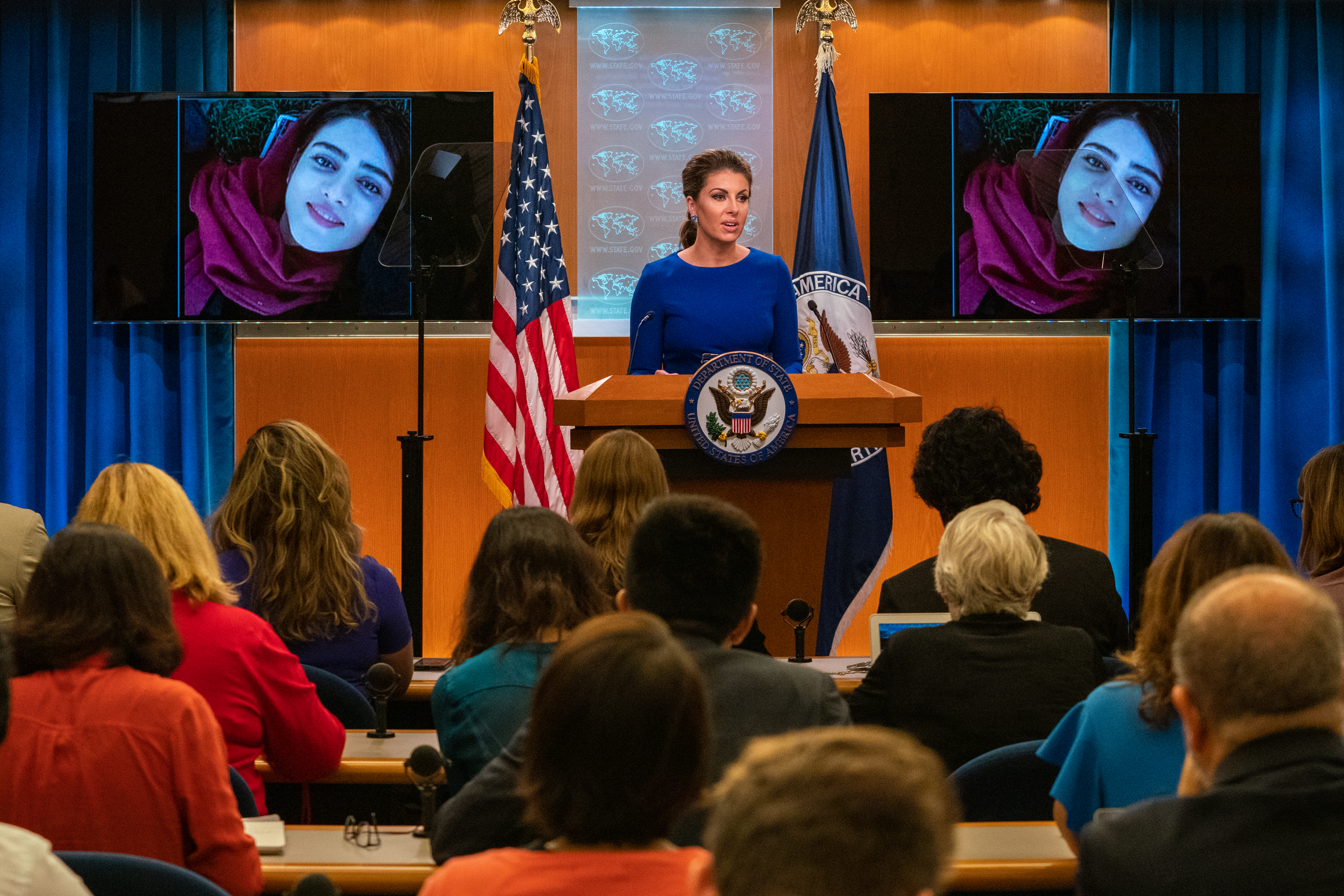
در حال صحبت درمورد سحر خدایاری در یک کنفرانس خبری، سپتامبر ۲۰۱۹